# Elfs de la llum
A la mitologia nòrdica, Dökkálfar (en antic nòrdic, "elfs foscos", singular dökkálfr) i ljósálfar (de l'antic nòrdic "elfs de la llum", ljósálfr en singular) són dos tipus contrastants d'elfs, els primers viuen dins de la terra i són més negres, mentre que els segons viuen a Alfheim, que es troba al cel, i són "més rossos que el sol quan els veus". Els Dökkálfar i els ljósálfar són documentats només a la Edda prosaica, escrita al segle xiii per Snorri Sturluson. Els estudiosos han escrit teories sobre l'origen i les implicacions d'aquest concepte dualista d'éssers.

## Els documents
A la Edda prosaica, els Dökkálfar i ljósálfar són documentats al capítol 17 del llibre Gylfaginning. En el capítol, Gangleri (el rei Gylfi disfressat) demana a la figura entronitzada del Tercer quins altres "centres principals" no estan en els cels fora del pou Urðarbrunnr. El Tercer respon que hi ha molts bons llocs en el cel, com un lloc que es diu Alfheim (en nòrdic antic per "món dels elfs"). L'alt diu que els ljósálfar viuen a Alfheim, mentre que els dökkálfar habiten sota terra i tenen una aparença i (especialment) un comportament molt diferent als ljósálfar. L'Alt descriu els ljósálfar com "més brillants que el sol al mirar-los", mentre que els dökkálfar són "més negres que la brea".

## Teories i interpretacions
Ja que ambdues races només es registren al Gylfaginning, no és clar si la distinció entre els dos tipus d'elfs era una creació de Snorri, i/o si la distinció és el resultat de la influència cristiana a través de la importació del concepte d'àngels. Un argument en contra de la teoria de l'àngel és que la idea dels aspectes "foscos" i "brillants" d'ambdós pobles no és exclusiu dels àngels, els cultes de la mort i la fertilitat solen estar també estretament relacionats a aquest dualisme.
L'acadèmic John Lindow comenta que si els dökkálfar i els svartálfar eren considerats com els mateixos éssers que els nans en el moment de l'escriptura de la Edda prosaica, no està del tot clar.